# Paolo Tura
Paolo Tura (10 febbraio 1971) è un arciere sammarinese.

## Biografia
Nato nel 1971, ha iniziato a tirare con l'arco a 17 anni, nel 1988.
A 21 anni ha partecipato ai Giochi olimpici di Barcellona 1992, nell'individuale, terminando 73º con 1130 punti.
Quattro anni dopo ha preso parte di nuovo alle Olimpiadi, quelle di Atlanta 1996, sempre nell'individuale, uscendo ai trentaduesimi di finale contro il sudcoreano Jang Yong-ho.